# 太原金氏
太原金氏（韓語：태원김씨）是朝鲜民族的姓氏金姓的一个本贯。始祖为曾任中国明朝明神宗时福建省都御史的太原伯金學曾，其子金坪归化入高丽籍。
韩国2000年调查中，太原金氏有800户，2,557人。